# Liste de matériaux de fiction
Ne doit pas être confondu avec Liste d'objets de fiction ou Liste d'aliments, de boissons et de substances de fiction.
 (mars 2025).
Si vous disposez d'ouvrages ou d'articles de référence ou si vous connaissez des sites web de qualité traitant du thème abordé ici, merci de compléter l'article en donnant les références utiles à sa vérifiabilité et en les liant à la section « Notes et références ».
En pratique : Quelles sources sont attendues ? Comment ajouter mes sources ?
Cette liste de matériaux de fiction recense les matériaux utilisés ou mentionnés dans des œuvres de fiction sans avoir d'existence réelle. Certains, devenus plus notoires que des matériaux existants, font l'objet d'articles séparés.
| Nom                                              | Origine                                                                               | Description |
| ------------------------------------------------ | ------------------------------------------------------------------------------------- | --- |
| cavorite                                         | Les Premiers Hommes dans la Lune (1901) de H. G. Wells                                | métal générant l'apesanteur, inventé par le Dr Cavor. |
| répulsite[réf. nécessaire]                       | Le Docteur Oméga (1906) d'Arnould Galopin                                             | la « répulsite » est métal issu du radium qui génère l'apesanteur |
| kryptonite                                       | Superman (1938)                                                                       | Dans les aventures de Superman, le héros, venu de la planète Krypton, est invulnérable. Pour lui créer une faiblesse, les auteurs ont inventé la « kryptonite », une sorte de cristal (vert le plus souvent) transparent qui enlève toute sa force au héros. Ce matériau a été emporté dans le sillage de la fusée qui emmena Superman bébé sur Terre |
| calystène[réf. nécessaire]                       | Les Aventures de Tintin dans L'Étoile mystérieuse (1942)                              | Dans l'album L'Étoile mystérieuse (1942), le « minerai calystène » a la propriété amusante de faire grandir les êtres vivants qui s'en nourrissent (arbres, araignées) et des champignons rouges et blancs énormes y poussent à une vitesse folle, puis explosent. |
| tournesolite[réf. nécessaire]                    | Les Aventures de Tintin dans Objectif Lune (1953)                                     | Dans l'album de Objectif Lune (1953), le professeur Tournesol résout le problème de résistance thermique de sa fusée lunaire en inventant la « tournesolite », matériau à base de silicone capable de contenir une explosion nucléaire. |
| métomol[réf. nécessaire]                         | Spirou et Fantasio de Franquin dans « Le Dictateur et le Champignon » (1953)          | Dans « Le Dictateur et le Champignon » (1953), le Comte de Champignac découvre le « métomol », un produit capable de rendre mous tous les métaux |
| mithril                                          | Univers de la Terre du Milieu de J. R. R. Tolkien dans Le Seigneur des anneaux (1954) | le « mithril » ou « vrai-argent », est un métal très résistant et léger, décrit notamment dans le roman Le Seigneur des anneaux (1954) |
| ithildin[réf. nécessaire][pertinence contestée]  | Univers de la Terre du Milieu de J. R. R. Tolkien dans Le Seigneur des anneaux (1954) | Mentionné dans La Communauté de l'Anneau. |
| galvorn[réf. nécessaire][pertinence contestée]   | Univers de la Terre du Milieu de J. R. R. Tolkien                                     | Mentionné dans Le Silmarillion. |
| tilkal[réf. nécessaire][pertinence contestée]    | Univers de la Terre du Milieu de J. R. R. Tolkien                                     | |
| uradium[réf. nécessaire]                         | Le Rayon U (1967) d'Edgar P. Jacobs                                                   | le livre montre un nouveau matériau radioactif : l' « uradium » (nom proche de deux éléments radioactifs réels, l'uranium et le radium). |
| adamantium                                       | univers Marvel dans Avengers (vol. 1) #66 (1969)                                      | Plusieurs héros ou vilains (comme Wolverine ou Ultron) possèdent des équipements ou sont constitués d'« adamantium », un alliage d'acier de fiction quasi indestructible. |
| carbonadium[réf. nécessaire]                     | univers Marvel dans X-Men (vol. 2) #4 (1992)                                          | Le « carbonadium » est une métal de fiction notamment utilisé par le vilain Omega Red. |
| uru[réf. nécessaire]                             | univers Marvel dans Avengers (vol. 1) #2 (1963)                                       | Le métal mystique « uru » ne se trouve que dans la dimension d'Asgard. Il est utilisé notamment pour fabriquer le marteau de Thor, Mjöllnir. |
| vibranium                                        | univers Marvel dans Daredevil (vol. 1) #13 (1966)                                     | Le « vibranium wakandais » est un élément métallique de fiction capable notamment d'absorber les vibrations. On le trouve au Wakanda, pays fictif dirigé par la Panthère noire. Le héros Captain America possède un bouclier fabriqué avec un alliage unique de vibranium.. Le « vibranium de l'Antarctique », ou « vibranium du pôle Nord », aussi appelée « anti-métal », absorbe les liaisons entre les molécules, liquéfiant tous les autres métaux alentour. |
| corbomite[réf. nécessaire][pertinence contestée] | Star Trek dans TOS: "The Corbomite Maneuver" (1966)                                   | Dans la série , le « latinum » (métal précieux) et la « corbomite » (explosif). |
| latinum[réf. nécessaire][pertinence contestée]   | Star Trek dans DS9: "Past Prologue" (1993)                                            | Dans la série , le « latinum » (métal précieux) et la « corbomite » (explosif). |
| cylesium[réf. nécessaire][pertinence contestée]  | Les Mystères de l'Ouest dans La nuit du double jeu (1973)                             | Dans l'épisode 13 La nuit du double jeu (The Night of the Turncoat) de la saison 3, le « cylesium » est un composé découvert par erreur et pouvant décimer toute une ville. |
| beskar                                           | Star Wars dans The Mandalorians: People and Culture (2006)                            | Le « beskar » (ou « fer mandalorien ») est utilisé pour des armures |
| carbonite[réf. nécessaire]                       | Star Wars dans Star Wars, épisode V : L'Empire contre-attaque (1980)                  | La « carbonite », faite à partir de carbone, sert à congeler Han Solo. |
| cortosis[réf. nécessaire][pertinence contestée]  | Star Wars dans A New Dawn (2014)                                                      | Le « cortosis », le « neuranium » et le « phrik » sont tous capables de résister aux sabres laser[source insuffisante]. |
| neuranium[réf. nécessaire][pertinence contestée] | Star Wars dans Star Wars Jedi: Fallen Order (2019)                                    | Le « cortosis », le « neuranium » et le « phrik » sont tous capables de résister aux sabres laser[source insuffisante]. |
| phrik[réf. nécessaire][pertinence contestée]     | Star Wars dans Tarkin (2014)                                                          | Le « cortosis », le « neuranium » et le « phrik » sont tous capables de résister aux sabres laser[source insuffisante]. |
| duracier[réf. nécessaire]                        | Star Wars                                                                             | L'univers étendu de Star Wars présente le « plastacier » et le « duracier » comme les matériaux utilisés pour fabriquer les coques de vaisseaux spatiaux, et le « transpacier » pour les cockpits. |
| plastacier[réf. nécessaire]                      | Star Wars                                                                             | L'univers étendu de Star Wars présente le « plastacier » et le « duracier » comme les matériaux utilisés pour fabriquer les coques de vaisseaux spatiaux, et le « transpacier » pour les cockpits. |
| transpacier[réf. nécessaire]                     | Star Wars                                                                             | L'univers étendu de Star Wars présente le « plastacier » et le « duracier » comme les matériaux utilisés pour fabriquer les coques de vaisseaux spatiaux, et le « transpacier » pour les cockpits. |
| tibanna[réf. nécessaire]                         | Star Wars                                                                             | Le « gaz tibanna » extrait de la cité des nuages de Bespin. |
| pierres de lévitation[réf. nécessaire]           | Le Château dans le ciel (1986)                                                        | la cité volante de Laputa lévite grâce à ses « pierres de lévitation » (“levistone” en anglais). |
| matière verte[réf. nécessaire]                   | Tif et Tondu de Will et Maurice Rosy dans La Matière verte (1987)                     | L'album « La Matière verte » (1987) montre les héros étudiant une sorte de pâte, parfaitement élastique et ultra-résistante, de couleur verte. |
| turbinium[réf. nécessaire]                       | Total Recall (1990)                                                                   | Dans le film le « turbinium » permet de redonner son atmosphère à la planète Mars. |
| ébonite[réf. nécessaire]                         | The Elder Scrolls dans The Elder Scrolls: Arena (1994)                                | L'« ébonite » des jeux The Elder Scrolls, est un minerai raffinable en un métal lourd, utilisé dans la confection d'armes et d'armures. |
| gundamium                                        | Gundam Wing (1995)                                                                    | Dans le manga ainsi que dans l'anime du même nom, le « gundamium » est un alliage fabriqué dans l'espace, qui sert à fabriquer des armures mobiles |
| tiberium                                         | Command and Conquer (1995)                                                            | |
| flubber                                          | Flubber de Les Mayfield (1997)                                                        | Le film « flubber » (contraction de flying rubber, « gomme volante ») met en scène une substance verte. |
| naquadah[réf. nécessaire]                        | Stargate SG-1 dans Singularity (1997)                                                 | |
| naquadria[réf. nécessaire]                       | Stargate SG-1                                                                         | Le naquadria est un isotope de naquadah. |
| trinium[réf. nécessaire]                         | Stargate SG-1 dans Spirits (1998)                                                     | |
| gaz Vespène[réf. nécessaire]                     | Starcraft (1998)                                                                      | Le « gaz Vespène » dans les jeux Starcraft est l'une des deux ressources principales des jeux, il est un élément clef des jeux permettant aux différentes races de se nourrir ou de se développer technologiquement. |
| chelonium[réf. nécessaire]                       | Disque-monde (1999 ou antérieur)                                                      | Mentionné dans La Science du Disque-monde (1999). |
| elephantigen[réf. nécessaire]                    | Disque-monde                                                                          | |
| octiron[réf. nécessaire]                         | Disque-monde                                                                          | |
| stygium[réf. nécessaire]                         | Disque-monde                                                                          | |
| raritarium[réf. nécessaire]                      | Ratchet et Clank dans Ratchet & Clank (2002)                                          | un métal utilisé pour la fabrication de roquettes ou de vaisseaux |
| orihalcon[réf. nécessaire]                       | Golden Sun dans Golden Sun : L'Âge perdu (2003)                                       | |
| volithe[réf. nécessaire]                         | Golden Sun                                                                            | |
| épice[réf. nécessaire]                           | Spore (2008)                                                                          | L'« Épice » dans le jeu Spore, est une ressource produite par les planètes pouvant être utilisés en gastronomie, en sciences cognitives et dans des technologies. Le commerce d'Épice est l'une des principales sources de revenus de l'Univers. Il en existe 6 sortes : l’Épice jaune, bleue, verte, mauves, rose ou rouge. |
| redstone[réf. nécessaire]                        | Minecraft version alpha (2010)                                                        | La « redstone » est une pierre en poudre dont les propriétés permettent de créer des portes logiques |
| netherite[réf. nécessaire]                       | Minecraft version 1.16 (2020)                                                         | La « netherite » est un alliage extrêmement résistant formé d'or et de fragments de netherite récupérés dans la dimension du Nether à partir d'anciens débris. Appliqué sur un équipement en diamant, il permet de fabriquer une armure, des outils durables et des armes. La netherite et ses dérivés ont la particularité d'être résistants au feu et à la lave, flottants à la surface de cette dernière.                                                      |
| carmitane[réf. nécessaire]                       | Terraria 1.2 (2013)                                                                   | La « chlorophyte », la « luminite », la « démonite », le « carmitane » et la « pierre de l'enfer » sont dans des minerais trouvables sous terre. Ils peuvent être fondu en lingots utiles dans la confection d'armures, d'outils, d'armes ou encore de meubles. |
| chlorophyte[réf. nécessaire]                     | Terraria 1.2 (2013)                                                                   | La « chlorophyte », la « luminite », la « démonite », le « carmitane » et la « pierre de l'enfer » sont dans des minerais trouvables sous terre. Ils peuvent être fondu en lingots utiles dans la confection d'armures, d'outils, d'armes ou encore de meubles. |
| démonite[réf. nécessaire]                        | Terraria 1.0 (2011)                                                                   | La « chlorophyte », la « luminite », la « démonite », le « carmitane » et la « pierre de l'enfer » sont dans des minerais trouvables sous terre. Ils peuvent être fondu en lingots utiles dans la confection d'armures, d'outils, d'armes ou encore de meubles. |
| luminite[réf. nécessaire]                        | Terraria 1.3 (2015)                                                                   | La « chlorophyte », la « luminite », la « démonite », le « carmitane » et la « pierre de l'enfer » sont dans des minerais trouvables sous terre. Ils peuvent être fondu en lingots utiles dans la confection d'armures, d'outils, d'armes ou encore de meubles. |
| pierre de l'enfer[réf. nécessaire]               | Terraria                                                                              | La « chlorophyte », la « luminite », la « démonite », le « carmitane » et la « pierre de l'enfer » sont dans des minerais trouvables sous terre. Ils peuvent être fondu en lingots utiles dans la confection d'armures, d'outils, d'armes ou encore de meubles. |
| pétrusite[réf. nécessaire]                       | Killzone dans Killzone 3 (2011)                                                       | |
| erchyus[réf. nécessaire]                         | Starbound version beta (2013-2016)                                                    | matériau disponible sous forme de liquide ou de cristal |
| larium[réf. nécessaire]                          | Mankind (1998 ou ultérieur)                                                           | |
| arcanite[réf. nécessaire]                        | Warcraft dans World of Warcraft (2004 ou ultérieur)                                   | |
| élément zéro[réf. nécessaire]                    | Mass Effect (2007 ou ultérieur)                                                       | |
| stalinium[réf. nécessaire]                       | War Thunder (version beta en 2012 ou ultérieur)                                       | Le « stalinium » est un métal dont sont faits des tanks soviétiques. |
| kerbonite[réf. nécessaire]                       | Kerbal Space Program (2013 ou ultérieur)                                              | un minerai présent dans le système Kerbin permettant de produire un carburant nécessaire au bon fonctionnement des vaisseaux |
| heridium[réf. nécessaire]                        | No Man's Sky (2016 ou ultérieur)                                                      | |
| thamium[réf. nécessaire]                         | No Man's Sky (2016 ou ultérieur)                                                      | |